# Radical 205
Le radical 205, qui signifie grenouille ou batracien, est un des 4 des 214 radicaux chinois répertoriés dans le dictionnaire de Kangxi composés de treize traits.
Le caractère Unicode de 黽 est 9EFD.

## Caractères avec le radical 205
| nombre de traits          | caractères |
| ------------------------- | ---------- |
| Sans trait supplémentaire | 黽 黾      |
| 4 traits supplémentaires  | 黿         |
| 5 traits supplémentaires  | 鼀 鼁 鼂   |
| 6 traits supplémentaires  | 鼃 鼄      |
| 8 traits supplémentaires  | 鼅         |
| 10 traits supplémentaires | 鼆         |
| 11 traits supplémentaires | 鼇         |
| 12 traits supplémentaires | 鼈 鼉 鼊   |